# Limbo (série de televisão)
Limbo é uma série de televisão dinamarquesa produzido e enviado a partir de 2012 pela Danmarks Radio (DR). A série é produzida por David C.H. Østerbøg e dirigida por Poul Berg com roteiro escrito por Poul Berg e Karina Dam. O primeiro episódio foi exibido no dia 03 de março de 2012 na DR1. A série foi transmitida também na DR Ramasjang. No Brasil a série completa legendada se encontra no canal no YouTube da Univesp TV.
A série trata de quatro crianças de 12 anos, cada uma lutando com vários problemas em sua vida diária.
A primeira temporada de Limbo foi nomeado para um Emmy Award em 2013 para a categoria de melhor série infantil.
Em 2012 foi anunciada a continuação da série intitulada como Limbo 2, e na primavera de 2014 foi transmitida o Limbo 3. Nas seguintes  temporadas, os enredos seguiram os mesmos, quatro crianças em sua escola abordando questões da experiência de pré-adolescentes e adolescentes.

## Atores da 1ª temporada
- William Rudbeck Lindhardt (Boye)
- Oliver K. Nielsen (Ask)
- Carmen Håkonsson (Naya)
- Amanda Rostgaard Phillipsen (Louise)
- Jakob Hansen (Mark)
- Anette Støvelbæk (Mãe de Naya)
- Lars Ranthe (Pai de Naya)
- Martin Buch (Pai de Boye)
- Camilla Bendix (Mãe de Louise)
- Anne Marie Helger (Avó de Louise) que morre na 1ª temporada.